# Jimmy Napes
James Napier, mais conhecido como Jimmy Napes (Londres), é um cantor e compositor britânico. Ele escreveu canções para artistas renomados de seu país, como Sam Smith, Clean Bandit e Mary J. Blige. Em 2015, venceu o Grammy Award para Song of the Year por "Stay with Me".

## Discografia

### Extended plays
- The Making of Me (2015)

### Como compositor
| Título                             | Ano  | Artista(s)                                          | Álbum                                       |
| ---------------------------------- | ---- | --------------------------------------------------- | ------------------------------------------- |
| "So High"                          | 2010 | Eliza Doolittle                                     | Eliza Doolittle                             |
| "Latch" (com Sam Smith)            | 2013 | Disclosure                                          | Settle                                      |
| "White Noise" (com AlunaGeorge)    | 2013 | Disclosure                                          | Settle                                      |
| "Voices" (com Sasha Keable)        | 2013 | Disclosure                                          | Settle                                      |
| "You & Me" (com Eliza Doolittle)   | 2013 | Disclosure                                          | Settle                                      |
| "Together"                         | 2013 | Sam Smith x Nile Rodgers x Disclosure x Jimmy Napes | Settle: The Remixes                         |
| "La La La" (com Sam Smith)         | 2013 | Naughty Boy                                         | Hotel Cabana                                |
| "Nirvana"                          | 2013 | Sam Smith                                           | Nirvana EP                                  |
| "Not Loving You"                   | 2014 | Mary J. Blige                                       | The London Sessions                         |
| "When You're Gone"                 | 2014 | Mary J. Blige                                       | The London Sessions                         |
| "Right Now"                        | 2014 | Mary J. Blige                                       | The London Sessions                         |
| "Nobody but You"                   | 2014 | Mary J. Blige                                       | The London Sessions                         |
| "Follow"                           | 2014 | Mary J. Blige                                       | The London Sessions                         |
| "Worth My Time"                    | 2014 | Mary J. Blige                                       | The London Sessions                         |
| "I Can't Keep Up" (com Will Heard) | 2014 | Tourist                                             | Patterns EP                                 |
| "Extraordinary" (com Sharna Bass)  | 2014 | Clean Bandit                                        | New Eyes                                    |
| "Dust Clears" (com Noonie Bao)     | 2014 | Clean Bandit                                        | New Eyes                                    |
| "Rather Be" (com Jess Glynne)      | 2014 | Clean Bandit                                        | New Eyes                                    |
| "Stay with Me"                     | 2014 | Sam Smith                                           | In the Lonely Hour                          |
| "I'm Not the Only One"             | 2014 | Sam Smith                                           | In the Lonely Hour                          |
| "Lay Me Down"                      | 2014 | Sam Smith                                           | In the Lonely Hour                          |
| "Make It to Me"                    | 2014 | Sam Smith                                           | In the Lonely Hour                          |
| "Pieces"                           | 2014 | Jessie Ware                                         | Tough Love                                  |
| "Unmissable" (com Zak Abel)        | 2014 | Gorgon City                                         | Sirens                                      |
| "You're On" (com Kyan)             | 2014 | Madeon                                              | Adventure                                   |
| "Writing's on the Wall"            | 2015 | Sam Smith                                           | Spectre: Original Motion Picture Soundtrack |
| "Best Night"                       | 2015 | Madonna                                             | Rebel Heart                                 |
| "Heal"                             | 2015 | Ellie Goulding                                      | Delirium                                    |